# Oberbank

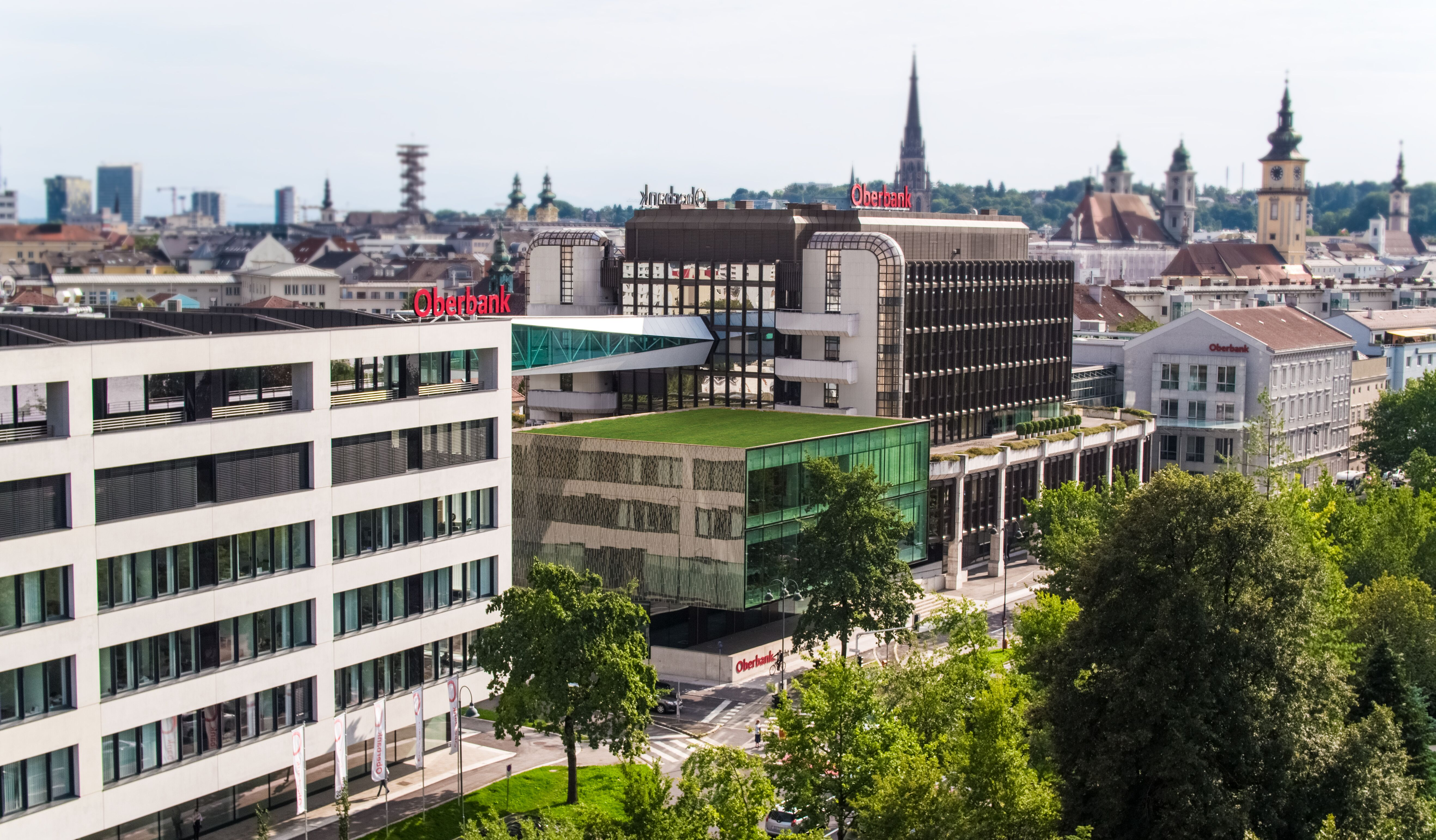
Zentrale der Oberbank in Linz; Fotoquelle: STRADEGY.at, 2017

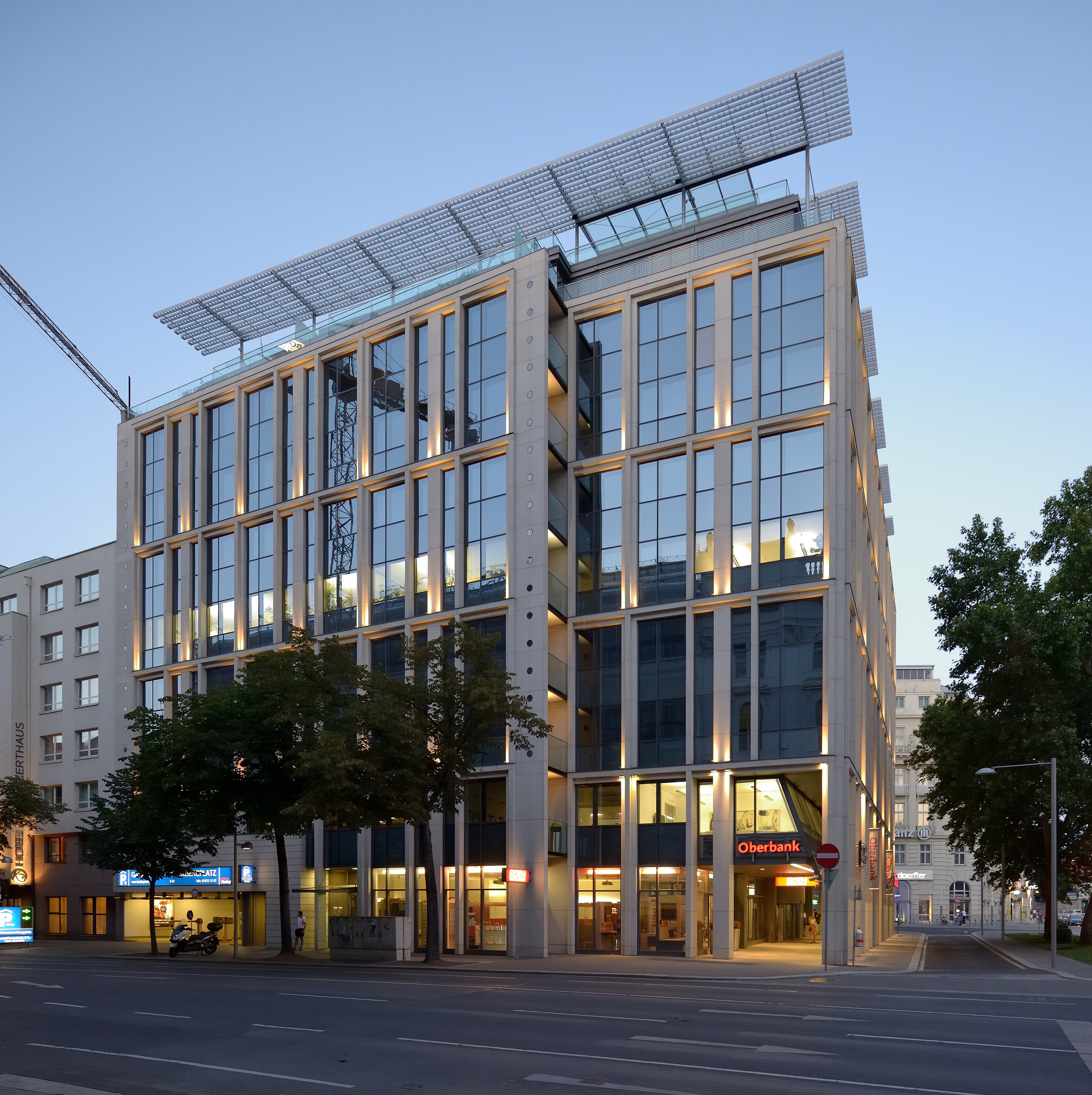
Oberbank am Wiener Schwarzenbergplatz

Die Oberbank AG ist eine Regionalbank mit Sitz in Linz und gehört zu der 3-Banken-Gruppe.

## Geschichte
Das Bankhaus entwickelte sich im Laufe des 17. Jahrhunderts aus dem Handelsgeschäft der alteingesessenen Linzer Schiffmeisterfamilie Scheibenpogen. Seit ca. 1650 kann daher von einem Bankhaus gesprochen werden. Im 19. Jahrhundert ging es an den Eidam (Schwiegersohn) des vormaligen Linzer Bürgermeisters Johann Michael Scheibenpogen (II), Josef Planck und hieß J. M. Scheibenpogens Eidam. Josef Plancks 1844 geadelte Nachfahren, Planck von Planckburg, wandelten die Privatbank 1869 in eine Aktiengesellschaft um, die „Bank für Oberösterreich und Salzburg“.
In den 1930er Jahren wurden die drei Regionalbanken „Bank für Oberösterreich und Salzburg“ (heute „Oberbank“), „Bank für Kärnten AG“ (heute „BKS Bank AG“) und „Bank für Tirol und Vorarlberg Aktiengesellschaft“ („BTV“) von der Creditanstalt (CA) in Wien übernommen. Die CA erhielt 1933 durch die Ausgabe neuer Aktien die Mehrheit an der Oberbank.
1952 wurden je ein Drittel des Aktienbesitzes der CA an die 3 Banken Oberbank, Bank für Kärnten und Steiermark und Bank für Tirol und Vorarlberg übergeben. Aufgrund der gemeinsamen Geschichte und der ähnlichen Unternehmenskulturen hat sich aus der ursprünglich nur kapitalmäßigen Verflechtung von Oberbank, BKS, BTV bis heute eine enge und besonders freundschaftliche Zusammenarbeit entwickelt, die seit 1997 im gemeinsamen Auftritt als „3-Banken-Gruppe“ ihren Ausdruck findet.
Der Börsengang der Oberbank, der BKS und der BTV am 1. Juli 1986 war der wichtigste Schritt zur Absicherung der Unabhängigkeit. Eine große Anzahl von Aktionären war die Voraussetzung dafür, dass sich die Banken dauerhaft aus dem Einfluss der CA lösen und eine eigenständige Strategie verfolgen konnten.

## Aktionärsstruktur
Heutige Aktionärsstruktur nach Stimmrechten per 31. Dezember 2022:
- Bank für Tirol und Vorarlberg Aktiengesellschaft, Innsbruck (16,45 %)
- BKS Bank AG, Klagenfurt (14,74 %)
- Generali 3 Banken Holding AG, Wien (1,62 %)
- Mitarbeiter (4,48 %)
- CABO Beteiligungsgesellschaft m.b.H., Wien (23,76 %)
- UniCredit Bank Austria AG, Wien (3,41 %)
- Streubesitz (35,54 %)

## Kennzahlen und Berichte
Die Oberbank gehört zu den best-gerateten Banken in Österreich und wurde von der Ratingagentur Standard & Poor’s mit A bewertet.
Basisdaten (Stand 31. Dezember 2022, im Vergleich zu 2021)
- Bilanzsumme: 26.798,2 Mio. Euro (−2,7 %)
- Jahresüberschuss vor Steuern: 295,26 Mio. Euro (+13,4  %)
- Jahresüberschuss nach Steuern: 243,3 Mio. Euro (+3,7 %)
- Mitarbeiterstand: 2.134 (−18)
- Eigenkapital: 3.546,9 Mio. Euro (+6,9 %)

## Oberbank International

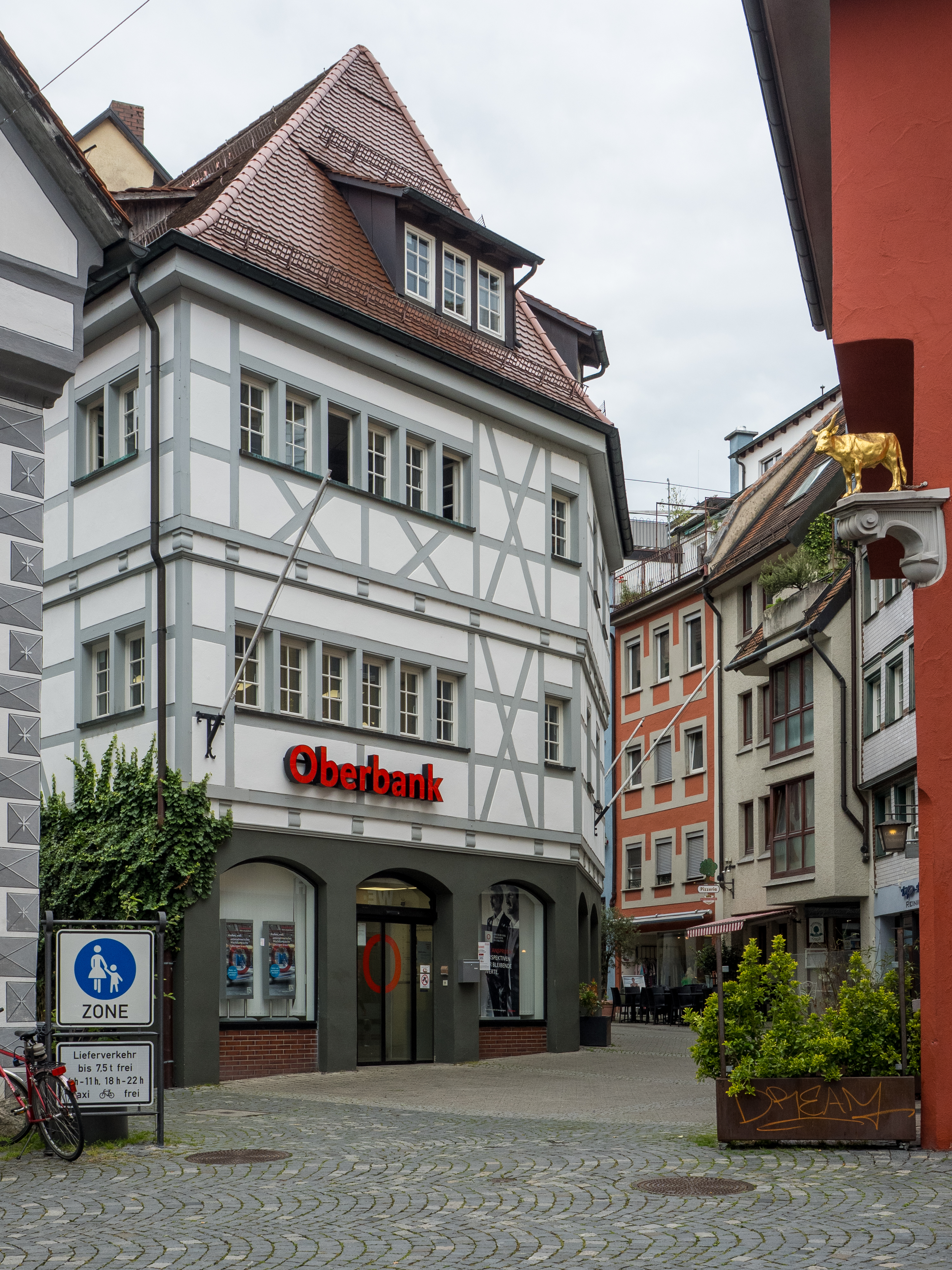
Oberbank Ravensburg

Die in den 1970er-Jahren gewährte Niederlassungsfreiheit für Banken erlaubte es der Oberbank, ihr Einzugsgebiet auch außerhalb ihrer ursprünglichen Region Oberösterreich/Salzburg auszudehnen. Seit 1985 ist die Oberbank mit eigenen Filialen in Oberösterreich, Salzburg, Niederösterreich, Wien, Burgenland und in Bad Aussee im steirischen Salzkammergut vertreten. Seit 1990 ist die Oberbank auch in Bayern, seit 2004 in Tschechien, und seit 2007 in Ungarn tätig. 2009 erfolgte der Markteintritt in der Slowakei, 2015 wurde eine erste hessische Filiale in Darmstadt und im thüringischen Erfurt eröffnet. 2018 gab es 4 Filialen in Baden-Württemberg. Bis 2022 wurden weitere Filialen in Sachsen, Sachsen-Anhalt, Brandenburg und Nordrhein-Westfalen eröffnet. Mit Anfang April 2022 wurden zwei weitere Filialen in Deutschland eröffnet: Düsseldorf und Cottbus.

## Auszeichnungen
- 2007 „bestes Institut“  beim Format-Bankentest.[7]
- 2009 Recommender Award des Finanz-Marketing Verbandes Österreich (FMVÖ), für besonders häufige Weiterempfehlung[8] 2010,[9] 2014[10] und 2016[11]
- 2011 dreijähriges Grundzertifikat Audit „berufundfamilie“ für Maßnahmen zur besseren Balance von Beruf und Familie; 2014, 2017 und 2020 jeweils für weitere drei Jahre verlängert[12]
- 2013, 2015 und 2019  BGF-Gütesiegel, verliehen für Realisierung der betrieblichen Gesundheitsförderung nach den Kriterien des österreichischen Netzwerkes „Betriebliche Gesundheitsförderung“
- 2019 „Beste Bank in Österreich“ sowie „Beste Universalbank in Österreich“ vom Fachmagazin Börsianer[13]
- 2020 Nachhaltigkeitspreis der Wiener Börse[14]
- 2021 „Beste Universalbank in Österreich“ vom Fachmagazin Börsianer
- 2022 Best Work Place Award von Arbeitgeber-Bewertungsplattform Kununu
- 2022 und 2023 Kununu „Top Company“

## Nachhaltigkeit
Im Jahr 2019 wurde in der Oberbank ein modernes Nachhaltigkeitsmanagement implementiert. Seit 2020 ist das Thema Nachhaltigkeit fixer Bestandteil der Gesamtbankstrategie des Unternehmens. Die Ratingagentur ISS ESG hat der Oberbank Prime Status verliehen. Sie gehört somit laut ISS ESG zu den besten 10 % der gerateten Instituten in der Branche Financials/Public & Regional Bank (Stand 25. November 2022). Das Unternehmen hat außerdem die höchste Transparenzstufe von ISS ESG „Transparency Level: very high (80–100 %)“ erreicht.

## Kritik
Ende 2008 kam Kritik an der Oberbank auf, nachdem sie im Zuge der Finanzkrise Schweizer-Franken-Darlehen (aufgrund einer Vereinbarung mit den Kunden) in Euro-Kredite konvertiert hatte, was bei einzelnen Kreditnehmern zu Verlusten führte. Aufgrund einer Mahnung des Verein für Konsumenteninformation (VKI) änderte die Bank ihre Handlungsweise und bot Kreditnehmern an, wieder in Fremdwährungskredite zurückzuwechseln. Diese Vorgangsweise wurde auch vom Konsumentenschutz gut geheißen.